# 은하철도 999: 이터널 판타지
은하철도 999: 안드로메다 종착역(일본어: Galaxy Express 999: Eternal Fantasy)은 1998년에 개봉된 일본 애니메이션 영화이다.

## 출연

### 주연
- 노자와 마사코
- 이케다 마사코
- 키모츠키 카네타

### 조연
- 히다카 노리코
- 미나구치 유코
- 나츠야기 이사오
- 사카키바라 요시코
- 타테카베 카즈야
- 토다 케이코
- 야마데라 코이치
- 야나다 키요유키